# 伊姆兰·汗遇刺案
2022年11月3日，巴基斯坦前总理兼巴基斯坦正义运动政党主席伊姆兰·汗在旁遮普省沃济拉巴德的一次针对巴基斯坦政府的抗议游行中被枪击。枪手还打伤了其他一些巴基斯坦正义运动领导人并杀死了一名伊姆兰·汗的支持者。

## 背景

### 伊姆兰·汗下台
2022年，当反对派巴基斯坦民主运动对伊姆兰·汗提出不信任动议时，巴基斯坦开始出现政治危机。当阿里夫·阿尔维总统根据伊姆兰·汗的建议解散议会时，这场危机成为了宪法危机。最高法院恢复了议会，伊姆兰·汗被不信任动议罢免，由现任总理夏巴兹·谢里夫继任。
伊姆兰·汗将他的下台归咎于“美国的阴谋”，称现政府为“进口政府”。

### 2022年阿扎迪-II游行
2022年阿扎迪-II游行是从2022年10月28日起于拉合尔和伊斯兰堡由伊姆兰·汗及其支持者举行的游行，以抗议政府拒绝提前举行选举。

## 暗杀

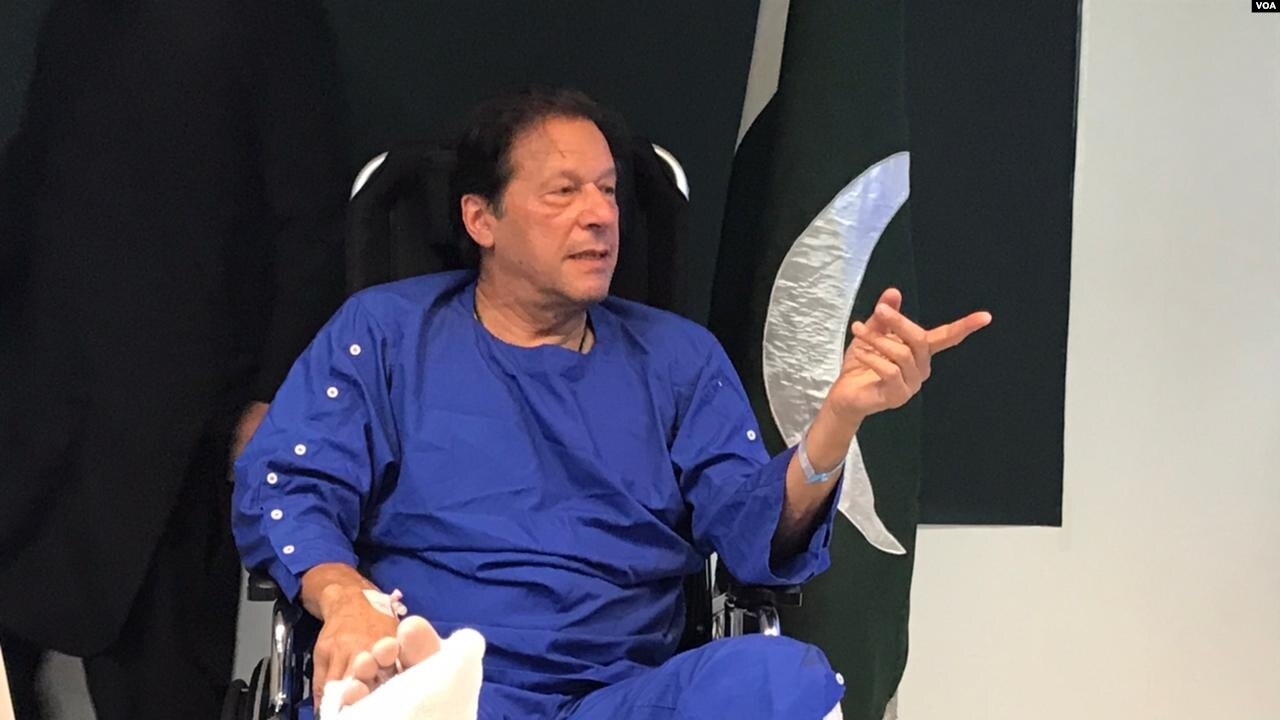
伊姆兰·汗在肖卡特·哈努姆医院

2022年11月3日，当伊姆兰·汗在沃济拉巴德向他的支持者发表演讲时，一名枪手向他的集装箱卡车开枪。据他的助手说，这辆卡车被开了六枪。一个名叫伊比西萨姆的伊姆兰·汗支持者试图对付枪手。
伊姆兰·汗右腿中弹，被转移到拉合尔的肖卡特·哈努姆纪念癌症医院和研究中心，目前正在那里接受治疗。他的医生费索·苏丹说，X光片和扫描显示子弹碎片卡在他的腿上，导致他胫骨骨折。巴基斯坦正义运动的一名领导人称，他病情稳定。在医院里，汗遇到了试图对付枪手的伊比西萨姆。
总共有9人受伤，包括伊姆兰·汗和参议员费萨尔·贾维德·汗，另有1人死亡。

## 嫌疑犯
旁遮普警方宣布，他们逮捕了枪击伊姆兰·汗的枪手并确认他是穆罕默德·纳维德。 在警方发布的一段视频中，嫌疑人称他枪击伊姆兰·汗是因为他“散布仇恨和误导人民”，并发表“亵渎神明和反宗教”的言论。他还表示伊姆兰·汗在游行中于宣礼期间一直演奏音乐和跳舞感到不安。他补充说自己是独自行动，只想杀死伊姆兰·汗。这段视频被伊姆兰·汗的盟友斥为“掩饰”。旁遮普警方于11月5日表示，纳维德是一名吸毒者，因而他陈述的真实性值得怀疑。
另外两名嫌疑人后来被捕并被确认为瓦卡斯和费萨尔·布特。两人被指控向纳维德提供无许可证的手枪进行袭击，并以20,000卢比的价格向他出售其他手枪和子弹。 

## 反应

### 国内
夏巴兹·谢里夫总理“以最强烈的措辞”谴责对伊姆兰·汗的袭击，为他和其他受伤人员的康复祈祷，并称：“我已指示内政部长立即报告事件。”他还表示，联邦政府将在安全和调查方面向旁遮普省政府提供一切必要的支持。
巴基斯坦军方谴责这次袭击，并“为失去的宝贵生命和伊姆兰·汗的早日康复祈祷”。
以下政治人物也谴责了这次袭击：
- 外交部长比拉瓦尔·布托·扎尔达里；
- 巴基斯坦穆斯林联盟（谢里夫派）副主席瑪麗安·納瓦茲·謝里夫；
- 巴基斯坦穆斯林联盟（谢里夫派）领导人、前总理纳瓦兹·谢里夫；
- 巴基斯坦人民党联合主席、前总统阿西夫·阿里·扎尔达里；
- 伊斯兰贤哲会（英语：Jamiat Ulema-e-Islam (F)）埃米尔、巴基斯坦民主运动（英语：Pakistan Democratic Movement）主席，毛拉法扎尔-拉赫曼（英语：Fazal-ur-Rehman (politician)）。

巴基斯坦正義運動成员阿萨德·乌马尔和米安·阿斯拉姆称他们代伊姆兰·汗发表了一份声明。其中称他正在接受信息，并在此基础上“相信有三个人奉命这样做——谢赫巴兹·谢里夫、拉纳·萨努拉和费萨尔·纳西尔”。伊姆兰·汗被枪击一天后，他说“一旦我好转，我会继续向伊斯兰堡游行”。

### 国际
- 加拿大：总理贾斯汀·特鲁多称这次袭击“完全不可接受”，称暴力“在政治生活与任何民主社会中都没有地位”。他向在事件中死亡的已故政治工作者的家属表示哀悼[34]。
- 埃及：外交部在一份声明中谴责了这起暗杀未遂事件，并祝愿汗早日康复[35]。
- 印度：外交部发言人表示，印度正在“密切关注”巴基斯坦的事态发展[36]。
- 伊朗：外交部发言人纳赛尔·卡纳尼谴责了针对伊姆兰·汗的暗杀企图，并希望他早日康复[37]。
- 挪威：外交部谴责了针对伊姆兰·汗的暗杀企图[38]。
- ：外交部谴责了针对伊姆兰·汗的暗杀企图[39]。
- 沙烏地阿拉伯: 外交部谴责了针对伊姆兰·汗的暗杀企图[40]。
- 土耳其：外交部向伊姆兰·汗和在袭击中丧生的一名巴基斯坦人的家人表示哀悼，并在一份声明中强调“巴基斯坦的和平与稳定”的重要性[41]。
- 阿联酋：外交部谴责了针对伊姆兰·汗的暗杀企图[42]。 其在一份声明中表示，“阿联酋强烈谴责这些旨在破坏安全与稳定、不符合人道主义价值观和原则的犯罪行为。”[43]
- 英国：亚洲、能源、气候与环境国务大臣（英语：Minister of State for Asia, Energy, Climate and Environment），伊姆兰·汗的前姐夫扎克·戈德史密斯称这次袭击“骇人听闻”，并表示“伊姆兰·汗很坚强，很快就会站起来。”[44]
- 美国: 白宫强烈谴责了针对伊姆兰·汗的袭击[45]。